# علی‌زئی، کرم
علی‌زئی، کُرَّم (به انگلیسی: Alizai, Kurram) یک منطقهٔ مسکونی در پاکستان است که در مناطق قبیله‌ای فدرال واقع شده‌است.